# Jinzhou (Ningxiang)
Pour les articles homonymes, voir Jinzhou.
Le Jinzhou (chinois simplifié : 金洲镇 ; chinois traditionnel : 金洲鎮 ; pinyin : Jīnzhōu Zhèn) est un bourg de la ville de Ningxiang dans la province du Hunan en Chine. Il est entouré par le bourg de Shuangjiangkou au nord-ouest, le sous-district de Wushan à l'est, le sous-district de Lijingpu à l'ouest et le bourg de Xiaduopu au sud. Au recensement de 2000, il comptait 27,223 habitants et une superficie de 62,1 km2. Il abrite la nouvelle zone urbaine de Jinzhou.

## Administration territoriale
Il comprend 1 communauté et 10 villages: Guanshan (关山社区), Quanmin (全民村), Tongxing (同兴村), Pingshi (坪石村), Weiqiao (沩桥村), Jianlou (箭楼村), Yantang (颜塘村), Quantang (泉塘村), Longqiao (龙桥村), Shuangjin (双金村) et Nanzhou (南洲村).

## Transport
L'autoroute Jinzhou relie le sous-district de Yutan au sous-district de Chengjiao, aux bourgs de Shuangjiangkou et de Jinzhou à la ville de Changsha, dans le district de Yuelu.
L'autoroute G5513 Changsha-Zhangjiajie s'étend vers le sud-est jusqu'au district de Wangcheng à Changsha et vers le nord-ouest en passant par le sous-district de Chengjiao jusqu'au district de Heshan à Yiyang.